# Stolnica svetega Agapita, Palestrina
Stolnica svetega Agapita mučenca je stolnica in bazilika, ki sodi v predmestno škofijo Palestrina, Lacij, Italija.

## Zgodovina
Cerkev ima zelo staro zgodovino. Temeljila naj bi na poganskem templju posvečenem Jupitru, v notranjosti naselja Praeneste. Leta 898 so bile sem prinesene relikvije mučenca Sv. Agapita, ki so danes ohranjene v bazilikalnem pokopališču. Stavba je bila povečana pod škofom Cononejem, dodana sta bila dva hodnika in kripta pod območjem prezbiterija. Bazilika je bila slovesno posvečena 16. december 1117, posvetitev je vodil Papež Pashal II.
Ta dragocena stavba je morala pretrpeti različne posledice zgodovine, v katero je bila vključeno mesto Palestrina in njeni velikaši iz družine Colonna. Leta 1298 je mesto utrpelo dve uničenji, najprej po nalogu papeža Bonifacija VIII., ki je na srečo prizanesel katedrali, drugo pa na pobudo papeža Evgenija IV. leta 1437. Uničenje, ki ga je povzročil kardinal Bartolomeo Vitelleschi je zajelo del zvonika, vhodni portal in vse relikvije Sv. Agapita, ki jih je kardinal prenesel v njegov rojstni kraj Corneto, danes Tarkvinija. Le nekaj več kot stoletje kasneje, na priprošnjo kardinala Marcantonio Colonna in papeža Siksta V., so jih delno vrnili v Palestrino, ohranjene v cenjeni skrinjici iz srebra in dragih kamnov, ki se uporablja v procesiji na praznik v čast Sv. Agapita, 18. avgusta. 
V naslednjih letih so bili izvedeni mnogi posegi in restavracije, nazadnje leta 1886, kakršno podobo ima katedrala še danes.

## Opis
Fasada ohranja romanski timpanon v svojem zgornjem delu, medtem ko je portal iz marmorja iz leta 1503, levo je grb kardinala Girolamo Bassi della Rovere, v centru Agapito s palmo mučeništva, na desni je grb družine Colonna. Fasada ohranja sledove starodavne sončne ure iz rimske dobe. 
Notranjost ima tri ladje, deljene s stebri, s stranskimi kapelami. Zgornji del ladje je okrašen z medaljoni, ki prikazujejo portrete škofov v Prenestini, medtem ko so med okni upodobljeni svetniki in mučeniki mesta. 
Cerkev hrani pomembna umetniška dela, vključno upodobitev glave Sv. Agapita, delo Carlo Saracenija, v kapeli v desni stranski ladji, Križanje z Marijo in sv. Lorenzom, delo Girolamo Siciolante da Sermoneta, v notranjosti kapele sv. Lorenza in istega avtorja, leseni prestol predstavlja Odrešenika, zdaj ohranjen v krstilnici.
Cerkev ima več slik iz sedemnajstega in osemnajstega stoletja, v območju glavnega oltarja so freske in slike delo Bruschija, ki prikazujejo epizode iz življenja in mučeništva Sv. Agapita (XIX stoletja). V levem hodniku je kopija Michelangelove Pietà di Palestrina in tabla iz šestnajstega stoletja, ohranjena v kapeli razpela. 
Freske v prezbiteriju so delo Domenica Bruschija in prikazujejo prizore iz življenja in mučeništva Sv. Agapita. 
V kripti so ostanki iz rimske dobe.

## Galerija
- Portal katedrale
- Notranjost
- Zunanjost z zvonikom
- Strop v katedrali
- Apsida